# 大鳴門灘右エ門 (大関)
大鳴門 灘右衛門（おおなると なだえもん、1853年6月20日（嘉永6年5月14日） - 1908年（明治41年）1月15日）は、淡路国津名郡塩尾（現・兵庫県淡路市）出身の大相撲力士。本名は大空 由藏。身長173cm、体重108kg。所属部屋は小野川部屋（大阪）→玉垣部屋（東京）→梅ヶ谷部屋→雷部屋。最高位は大関。剣山谷右衛門・鞆ノ平武右衛門とともに梅ヶ谷門弟三羽烏と謳われた。

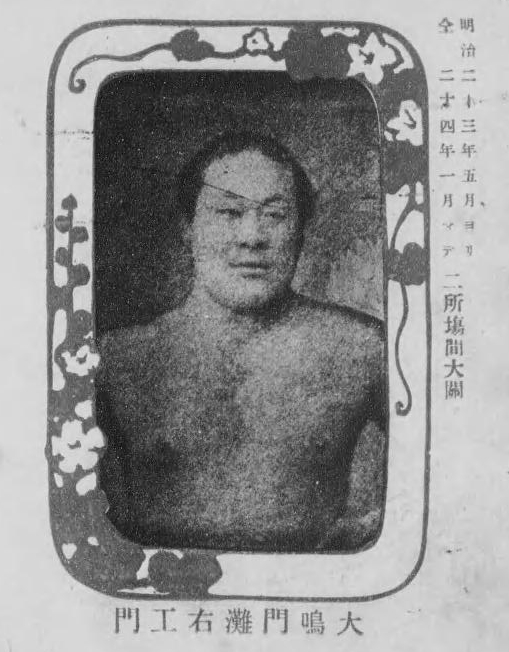
相撲年鑑、1913年、根岸清美堂発行

## 略歴
淡路島に育ち最初大坂の小野川に入門、司天龍 芳五郎と名乗った。1879年（明治12年）1月初代梅ヶ谷を頼って東上、二段目に付け出された。1880年（明治13年）5月入幕、1881年（明治14年）5月小結、入幕から4場所目の1882年（明治15年）1月関脇とトントン拍子に出世した。同年5月大鳴門 芳五郎と改め1883年（明治16年）5月下の名を灘右衛門とする。173cm108kgで左差し寄りを得意とし技の幅も広い力士だったが、上に梅ヶ谷と剣山がいたためなかなか大関になれず関脇・小結を連続9年18場所に渡って務めた。
1890年（明治23年）5月小錦の大関昇進に際して東西のバランスを取る意味で大関に昇進。このとき横綱免許の西ノ海が張出大関となることに異議を唱えたことから初めて番付地位に「横綱」と書かれ横綱が大関の上の地位となる魁となった。
功労的に大関となったものの盛りは過ぎており、新大関の場所は5勝1敗1分2休と健闘するも翌1891年（明治24年）1月全休して引退、1885年（明治18年）から二枚鑑札だった年寄八角専任となり八角部屋を経営した。1908年（明治41年）1月15日、咽頭がんにより54歳で死去。

## 主な成績
- 幕内成績 22場所 91勝35敗25分5預42休
- 大関成績 2場所 5勝1敗1分11休

### 場所別成績
| 1879年 （明治12年） | 幕下付出 –           | 西幕下8枚目 7–3       |
| 1880年 （明治13年） | 西幕下2枚目 8–1      | 西前頭6枚目 7–0–2 1分 |
| 1881年 （明治14年） | 西前頭筆頭 6–1–2 1分 | 西小結 4–1–2 3分      |
| 1882年 （明治15年） | 西関脇 6–2–1 1分     | 東関脇 2–3–4 1分      |
| 1883年 （明治16年） | 東小結 5–2–2 1分     | 東関脇 4–3–3          |
| 1884年 （明治17年） | 東関脇 6–1–2 1分     | 東関脇 5–1–1 2分1預   |
| 1885年 （明治18年） | 東関脇 6–2–1 1分     | 東小結 5–2–1 1分      |
| 1886年 （明治19年） | 東関脇 2–1–4 1分2預  | 東関脇 4–3–1 2分      |
| 1887年 （明治20年） | 東関脇 6–2–1 1分     | 東関脇 2–2–5 1預      |
| 1888年 （明治21年） | 東関脇 5–2–2 1分     | 東関脇 3–0–6 2分      |
| 1889年 （明治22年） | 東関脇 4–2–4         | 東関脇 0–2–5 2分1預   |
| 1890年 （明治23年） | 東小結 4–2–2 2分     | 西大関 5–1–3 1分      |
| 1891年 （明治24年） | 西大関 引退 0–0–10   | x                     |
| 各欄の数字は、「勝ち-負け-休場」を示す。 優勝 引退 休場 十両 幕下 三賞：敢=敢闘賞、殊=殊勲賞、技=技能賞 その他：★=金星 番付階級：幕内 - 十両 - 幕下 - 三段目 - 序二段 - 序ノ口 幕内序列：横綱 - 大関 - 関脇 - 小結 - 前頭（「#数字」は各位内の序列） |                      |                       |

- この時代は、幕内力士は千秋楽（10日目）には取組が組まれず、出場しないのが常態であったので、各場所の1休はそれに該当するものであり、実質的には9日間で皆勤である。

## その他
1881年兵庫での巡業の際、横綱土俵入りをしたと伝わる。梅ヶ谷・司天竜の一行は大坂で大坂相撲との合併興行をしたが、この際大阪大関の不知火が土俵入りを披露し人気を得た。そのため梅ヶ谷も対抗して土俵入りを披露するように周囲に勧められるが拒んだ。その後兵庫での巡業の際に梅ヶ谷はまたも土俵入りを拒み、結局弟子にあたる司天龍が兵庫県知事の許可を得て黄色い横綱が作られ淡路まで土俵入りを披露して回った。現在も全容がはっきりしていないが錦絵が残っている。